# Hendrik Kraemer
Hendrik Kraemer (Amsterdam, 17 mei 1888 – Driebergen, 11 november 1965) was een Nederlands taalkundige, zendeling, godsdienstonderzoeker en missioloog. Hij had grote invloed op de kerkorde van 1951 van de Nederlandse Hervormde Kerk, waarin de missionaire taak van de kerk grote nadruk kreeg. Kraemer werkte de dialectische theologie van Karl Barth uit voor het zendingswerk.

## Levensloop

### Jeugd en studietijd
Hendrik Kraemer stamde uit een kleinburgerlijk milieu en werd op twaalfjarige leeftijd wees. Hij verbleef in het Diaconie-weeshuis te Amsterdam totdat hij van 1905-1909 aan de Nederlandse Zendingsschool werd opgeleid tot zendeling voor de Utrechtse Zendingsvereniging. Op advies van de Bijbelvertaler dr. N. Adriani ging hij voorafgaand aan zijn uitzending Indonesische taal- en letterkunde studeren in Leiden bij Christiaan Snouck Hurgronje. Hij specialiseerde zich in het Javaans, waarop hij in 1921 promoveerde. In zijn studietijd zorgde hij als voorzitter van de Nederlandse Christen-Studenten Vereniging (NCSV) ervoor dat deze vereniging zich meer ging richten op haar missionaire taak. Volgens de behoudende leden ging Kraemers nieuwe koers ten koste van het orthodoxe karakter van de vereniging. Na zijn promotie vertrok Kraemer in dienst van het Nederlands Bijbelgenootschap naar Java. Op de heenreis verbleef hij drie maanden in Parijs en vier maanden in Caïro om zich in de islam te verdiepen.

### In Nederlands-Indië
Vanaf 1922 tot 1937 werkte Kraemer op Java in het toenmalige Nederlands-Indië. Hier was hij niet alleen bezig met Bijbelvertaalwerk, maar hij fungeerde ook als adviseur voor zendingsvraagstukken in het algemeen. Belangrijk was vooral dat hij de zendelingen attendeerde op de betekenis van het opkomende Indonesische nationalisme. Hij pleitte daarom – deels met succes – voor het zelfstandig verklaren van de uit het zendingswerk ontstane Indonesische kerken. De in 1934 te Buitenzorg (Bogor) opgerichte Hogere Theologische School moest hiervoor de leiders opleiden. Later verhuisde de opleiding naar Jakarta.
Ook internationaal werd Kraemer bekend. Nadat hij op de door de Internationale Zendingsraad georganiseerde tweede Internationale Zendingsconferentie te Jeruzalem (1928) al de neiging tot syncretisme had bestreden, mocht hij voor de volgende conferentie, in 1938 te Tambaram (bij Chennai in India), het voorbereidende boek schrijven. Dit werd The Christian Message in a Non-Christian World (1938), waarin hij de dialectische theologie van Karl Barth toepaste op het zendingswerk. Dit was geen eenvoudige opgave, aangezien Barth de mogelijkheid van een “aanknopingspunt” tussen het christelijk geloof en de niet-christelijke cultuur ontkende. Voor Kraemer betekende dit dat iedere vorm van syncretisme, van vermenging van christendom met niet-christelijke religies, radicaal moest worden afgewezen. Dit sloot voor hem echter niet uit dat zendingswerk mogelijk was. Zending was geen aanpassing van het christelijk geloof, maar ontmoeting en gesprek. Hiermee werd de persoon en het optreden van de zendeling van groot belang. Kraemer typeerde zijn centraal stellen van Jezus, met uitsluiting van de mogelijkheid van waarheidselementen in andere religies en culturen, als “Bijbels realisme”. Dit exclusivisme werd door velen afgewezen.

### Kerkorde en apostolaat
Van 1937 tot 1948 was Kraemer hoogleraar godsdienstgeschiedenis en godsdienstfenomenologie te Leiden. Ook in deze periode waren zijn belangrijkste werkzaamheden niet die hij voor zijn werkgever verrichtte. Kraemer raakte betrokken bij de beweging voor vernieuwing van de Nederlandse Hervormde Kerk met de naam “Gemeenteopbouw”. Hij zag het apostolaat als belangrijkste taak voor de kerk. Kraemer werd tijdens de Tweede Wereldoorlog vanwege zijn betrokkenheid bij het kerkelijk verzet gevangengezet in het kamp Sint-Michielsgestel. Hier ontmoette hij de confessionele predikant en secretaris van de hervormde kerk Koeno Gravemeijer en de vrijzinnige hoogleraar Willem Banning. Gezamenlijk slaagde dit driemanschap er na de oorlog in om de hervormde kerk van een van bovenaf geregeerde besturenkerk te veranderen in een kerk met door de kerkleden gekozen afgevaardigden. In de nieuwe kerkorde werd op aandringen van Kraemer het apostolaat, de taak van de kerk voor de wereld, genoemd als kerkelijke kerntaak voordat het belijden, het verdedigen van de zuivere leer, werd genoemd. Dit zorgde voor veel kritiek uit orthodoxe hoek.
In 1947 werd Kraemer de eerste directeur van de denktank van de Wereldraad van Kerken, het oecumenisch instituut te Bossey. In deze functie maakte hij zich vooral sterk voor een grotere rol van leken in het missionaire werk van de kerken, het zogenaamde “lekenapostolaat”. In 1955 ging Kraemer met pensioen. Na zijn pensionering was hij een veelgevraagd spreker. Verschillende van zijn lezingenseries werden gebundeld. Hendrik Kraemer overleed in 1965. Het Hendrik Kraemer Instituut, de van 1971 tot 2012 bestaande gezamenlijke zendingsopleiding van de Nederlandse Hervormde Kerk en de Gereformeerde Kerken in Nederland (later Protestantse Kerk in Nederland), was naar hem genoemd.

## Voornaamste publicaties
Onder meer
- Een Javaansche primbon uit de zestiende eeuw (Leiden, 1921; proefschrift)
- Dr. N. Adriani: schets van leven en arbeid (Amsterdam, 1930)
- De strijd over Bali en de zending: een studie en een appèl (Amsterdam, 1933)
- Waarom zending, juist nú: een studie over het goed recht en de noodzaak der zending, juist in den tegenwoordigen tijd ('s-Gravenhage, 1936; 2e druk 1938)
- De wortelen van het syncretisme ('s-Gravenhage, 1937; inaugurele rede Rijksuniversiteit Leiden)
- The Christian message in a non-Christian world (Londen, 1938; 3e druk 1956; vertaald in het Duits: Zollikon-Zürich, 1940)
- Van godsdiensten en menschen: reisindrukken van een Tambaram-ganger (Nijkerk, 1940; 2e druk 1950)
- De roeping der kerk, ten aanzien van de wereld en van het Nederlandsche volk ('s-Gravenhage, 1945)
- Kerk en humanisme ('s-Gravenhage, 1945; 2e druk 1947)
- De kerk in beweging ('s-Gravenhage, 1947)
- Religion and the Christian faith (Londen, 1956; vertaald in het Frans: Neuchâtel, 1956; vertaald in het Nederlands: Godsdienst, godsdiensten en het Christelĳk geloof, Nijkerk, 1958; vertaald in het Duits: Göttingen, 1959)
- The communication of the Christian faith (Philadelphia, 1956; 2e druk Londen, 1957; vertaald in het Nederlands: Communicatie: een tijdvraag, 's-Gravenhage, 1957)
- A theology of the laity (Londen, 1958; 5e druk, 1965; vertaald in het Duits: Zürich, 1959; vertaald in het Nederlands: Het vergeten ambt in de kerk: een theologische fundering, 's-Gravenhage, 1960; 3e druk 1962)
- World cultures and world religions: the coming dialogue (Londen, 1960; vertaald in het Nederlands: Godsdiensten en culturen: de komende dialoog, 's-Gravenhage, 1963)
- Waarom nu juist het Christendom? ('s-Gravenhage, 1960; 2e druk 1964; vertaald in het Engels: 2e druk Londen, 1962; vertaald in het Duits: Basel, 1962)
- B.J. Brouwer, E. Jansen Schoonhoven en S.C. Graaf van Randwijck (red.), Uit de nalatenschap van Dr. H. Kraemer (Kampen, 1970)